# Tel Safi
Tel Safi (em árabe: تل الصافي‎; romaniz.: Tall aṣ-Ṣāfī; lit. "colina branca"; em hebraico: תל צפית; romaniz.: Tel Tzafit) foi um vila de palestinos, da margem sul de Uádi Ajur, 35 quilômetros a noroeste de Hebrom, cuja população foi expulsa durante a Guerra árabe-israelense de 1948, sob ordens de Shimon Avidan, comandante da Brigada Guivati. Escavações arqueológicas mostram que o sítio (tel) foi povoado continuamente desde do V milênio a.C. e se acredita que seja a localização da cidade bíblica filisteia de Gate. No Mapa de Madaba, o nome é Safita, enquanto os cruzados chamavam-a Guarda Branco (em francês: Blanche Garde). É citada pelos geógrafos árabes nos séculos XIII e XVI. Sob o Império Otomano, era parte do distrito de Gaza. Em tempos modernos, as casas foram edificadas com adobe. Os aldeões eram muçulmanos e cultivavam grãos e orquídeas. Hoje, é um parque nacional compreendendo um sítio arqueológico. Os restos do forte cruzado e da vila árabe também podem ser vistos no tel.

## Localização e topografia
Tel Safi está num sítio a 91 metros acima da planície da Filisteia e 210 metros acima do nível do mar, e seus precipícios de face branca podem ser vistos do norte e do oeste de várias horas distantes. Tel Safi está localizado entre as cidades israelitas de Ascalão e Bete-Semes e é um dos maiores sítios do país da Idade do Bronze e Idade do Ferro.

## História
Escavações em Tel Safi desde 1996 indicam que foi assentado, "virtual e continuamente do Calcolítico até os tempos modernos."

### Idades do Bronze e Ferro
A evidência estratigráfica atesta que foi povoado do Final da Idade do Bronze e Idade do Ferro (I & II). Grande povoação na Idade do Ferro, foi "cercada por três lados por um grande fosso de cerco feito pelo homem." É hoje amplamente aceito como o sítio da cidade filisteia de Gate. A identificação foi formalmente oposta por Albright, que notou sua proximidade com Tel Micne (Ecrom), mas recentes escavações revelaram evidências mais favoráveis para Tel Safi.
Como Schniedewind escreveu, a grande razão pela qual Gate era tão importante para os filisteus no século VIII a.C. era sua posição geográfica facilmente defendida: Albright argumentou que Tel Safi estava próximo demais de Tel Micne / Ecrom para ser identificado com a Gate filisteia. Os sítios estão apenas a 8 quilômetros de distância, mas isso parece ser um ponto discutível agora, uma vez que não há dúvida de que tanto Tel Safi como Tel Micne eram locais importantes durante o Bronze Médio e Idade do Ferro.
Para Schniedewind, a verdadeira questão é como entender sua proximidade. Primeiro, as características agrícolas ideais dessa região da planície costeira do sul explicam por que esses dois locais estavam tão próximos uns dos outros. Além disso, não há certeza de que os dois sites floresceram simultaneamente. Fontes literárias sugerem que Gate floresceu no final do Bronze e início da Idade do Ferro até a sua destruição pelos assírios no final do século VIII a.C.. O apogeu de Ecrom, por outro lado, foi no século VII a.C., depois que o local foi tomado pelos assírios como centro administrativo e agrícola.
Segundo relatórios de 2010, arqueólogos israelenses descobriram um templo filisteu e evidências de um grande terremoto citado no Livro de Amós. Outros grandes achados foram evidências da destruição de Gate pelo rei Hazael (r. 842–796 a.C.) do Reino de Aram-Damasco cerca de 830 a.C. e do primeiro assentamento filisteu em Canaã. Datação por radiocarbono em 2015 mostrou um precoce aparecimento da cultura material filisteu na cidade.

### Idade Média
No Mapa de Madaba, aparece como Safita. Durante as cruzadas, o sítio foi chamado "Guarda Branco" (em francês: Blanchegarde), provavelmente em referência ao afloramento de rocha branca ao lado. Em 1142, um forte foi erigido pelo rei Fulque (r. 1131–1143), foi desmantelado após sua captura pelo sultão Saladino (r. 1174–1193) em 1191, mas reconstruído pelo rei Ricardo I (r. 1189–1199) em 1192. Rei Ricardo foi quase capturado enquanto inspecionava suas tropas próximo ao sítio. Logo depois, Guarda Branco foi retomada por forças muçulmanas. Os restos do castelo quadrado e suas quatro torres serviram como lugar de alguma importância na vila até o século XIX. Iacute de Hama, escrevendo nos anos 1220, descreveu o lugar como um forte próximo de Bete-Gubrine, na área de Ramla.

### Da Idade Moderna à Idade Contemporânea

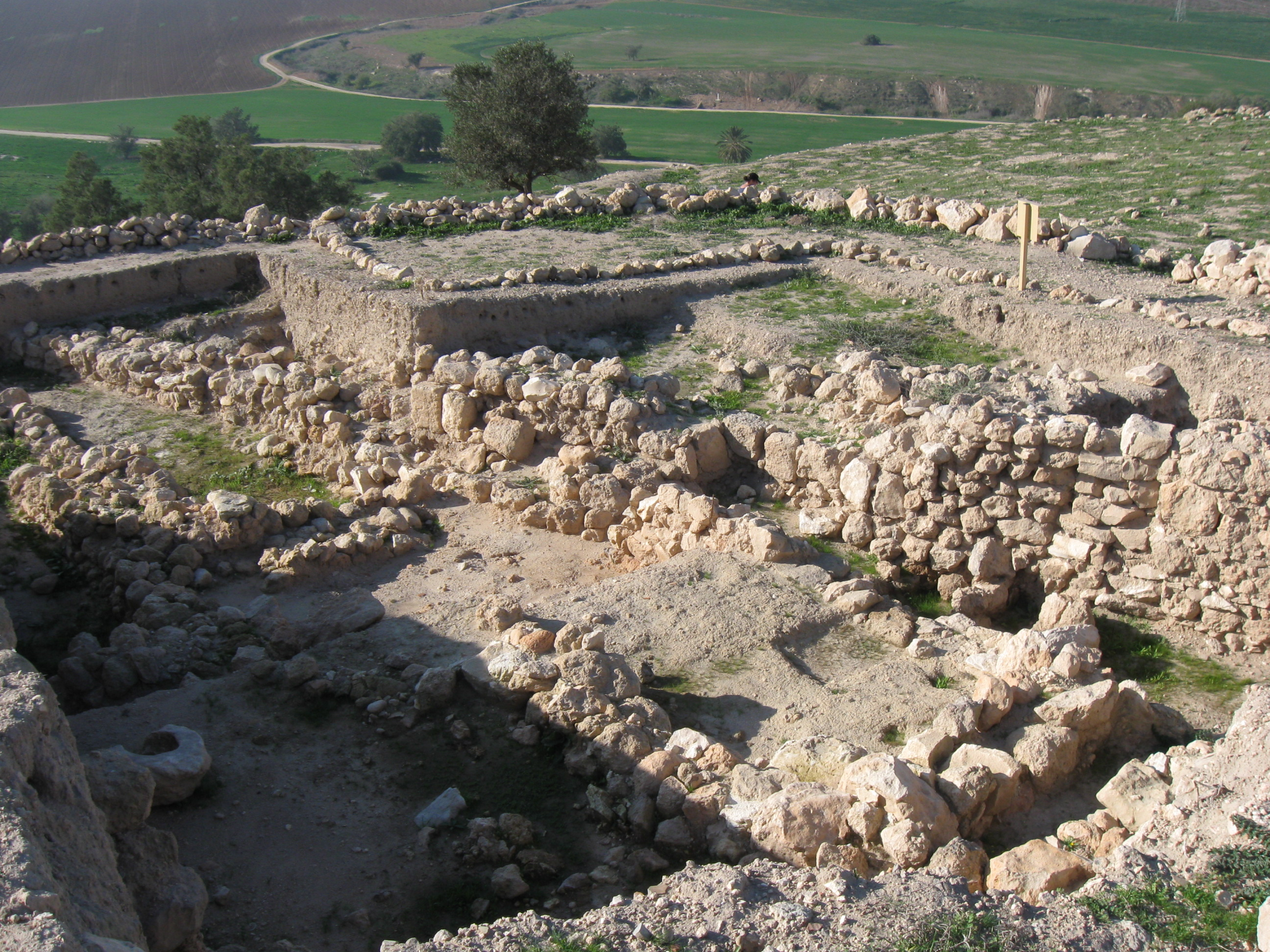
Ruínas em Tel Safi

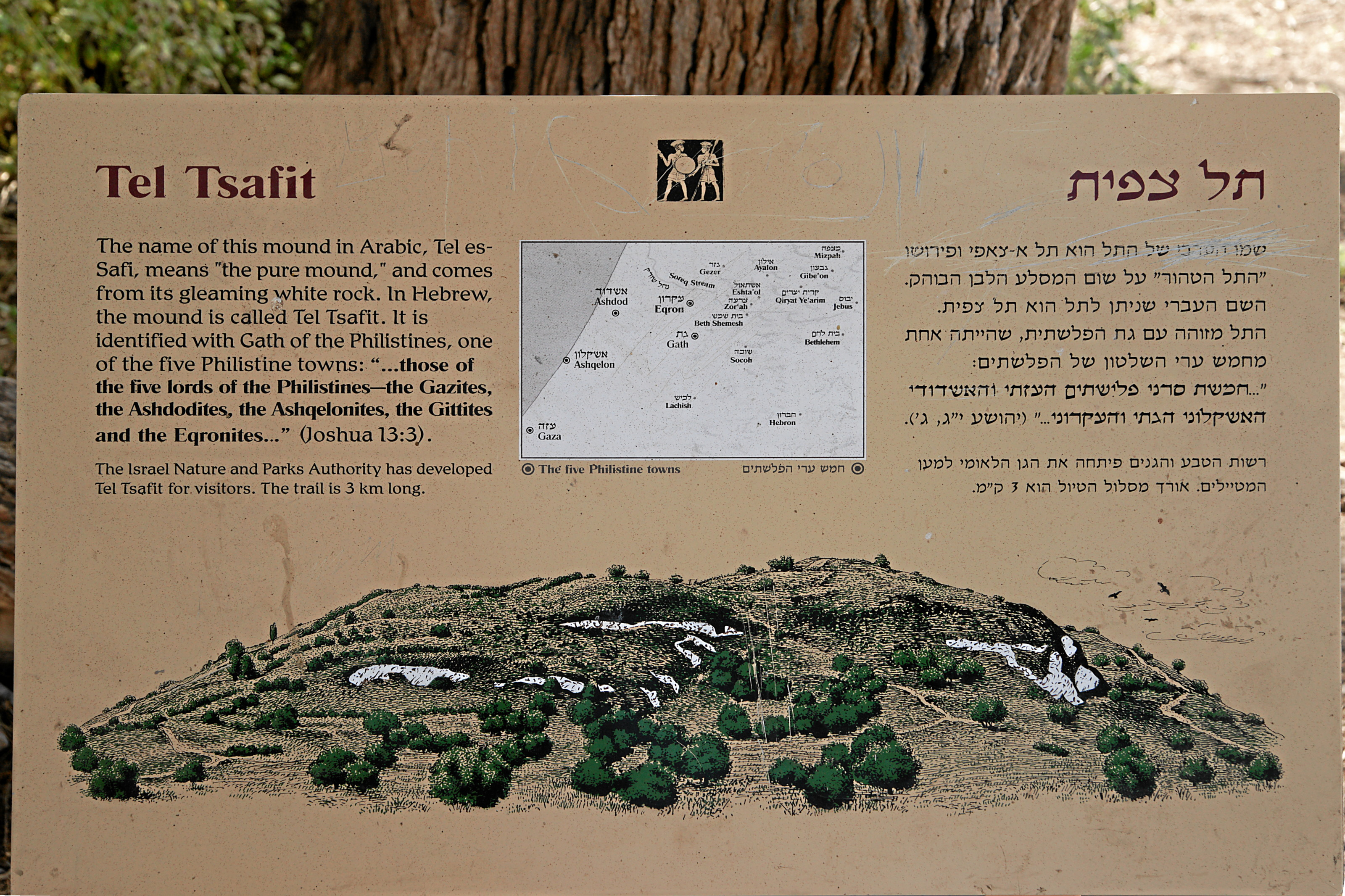
Placa bilíngue com mapa do sítio

O geógrafo árabe Mujir Adim notou cerca de 1495 que uma vila com este nome estava dentro da jurisdição administrativa de Gaza, no Sultanato Mameluco do Cairo. A vila foi incorporada ao Império Otomano em 1517 com toda a Palestina, e em 1596 aparece nos registros tributários como uma anaia (subdistrito) de Gaza sob o sanjaco de Gaza, com uma população de 88 famílias e 484 pessoas. Os aldeões pagavam uma taxa tributária fixa de 25% sobre o número de colheiras, incluindo trigo, cevada, gergelim e frutas, bem como cabras e colmeias; um total de 13 300 akçes.
Em 1838, Edward Robinson registrou Tel Safi como uma vila muçulmana, situada no distrito de Gaza. Ele ainda descreveu-o como "uma colina ou crista oblonga isolada, situada de N. a S. na planície, sendo a parte mais alta em direção ao sul. A aldeia fica perto do meio; mais abaixo." O xeique Maomé Selim pertencia à família Aze de Bete-Gubrine. Após sua família tomar parte na rebelião de 1834, seu pai e tio foram decapitados e o resto da família recebeu ordens de residir em Tel Safi. In 1863, Victor Guérin visitou-a e registrou dois pequenos macans muçulmanos. Uma lista de cidades otomanas de cerca de 1870 contava com 34 casas e uma população de 165, mas a contagem da população incluísse só homens. Em 1883, a Inspeção da Palestina Ocidental do Fundo de Exploração da Palestina descreveu Tel Safi como uma vila edificada com adobe com uma fonte no vale para o norte. James Hastings cita-a contendo um macam sagrado. Em 1896, a população de Tel Safi foi estimada em cerca de 495 pessoas.
No censo da Palestina de 1922 conduzido por autoridades do Mandato Britânico, Tel Safi tinha 644 habitantes, todos muçulmanos, e aumentou para 925 no censo de 1931, ainda todos muçulmanos, e totalizava 208 casas habitadas. Os aldeões de Tal Safi tinham uma mesquita, um mercado e um templo para um sábio local chamado Xeique Maomé. Nas estatísticas de 1945, a população local era de 1 290, todos muçulmanos, e a área cultivada compreendia 27 794 dunans. Destes, um total de 19 716 dunans foram usados para grãos, 696 foram irrigados ou usados para orquídeas e os restantes 68 para áreas de edificação (malha urbana).
Em 1948, foi destino de mulheres e crianças de Castina, enviados para lá pelos habitantes de Castina naquele tempo, mas retornaram ao descobrirem que havia quantidade insuficiente de água para abrigá-los. Em 7 de julho, Shimon Avidan, comandante da Brigada Guivati, emitiu ordens para o 51º Batalhão tomar a área de Tel Safi e "destruir, matar e expulsar refugiados acampados na área, de modo a evitar a infiltração do inimigo do leste dessa importante posição." Segundo Benny Morris, a natureza da ordem escrita e, presumivelmente, explicações orais complementares, provavelmente deixou pouca dúvida na cabeça dos comandantes do batalhão que Avidan queria a área limpa de habitantes. Em 1992, Walid Khalidi escreveu que estava cheio de vegetação selvagem, sobretudo plantas espinhosas, intercaladas com cactos, tamareiras e oliveiras. Ele notou os restos de um poço e as paredes de pedra em ruínas de uma piscina. A terra ao redor foi plantada por fazendeiros israelenses com árvores cítricas, girassóis e grãos. Algumas tendas pertencentes a beduínos foram ocasionalmente acampadas nas proximidades. O sítio é hoje um parque nacional israelense e sítio de escavações arqueológicas em curso.